# Hidegtű

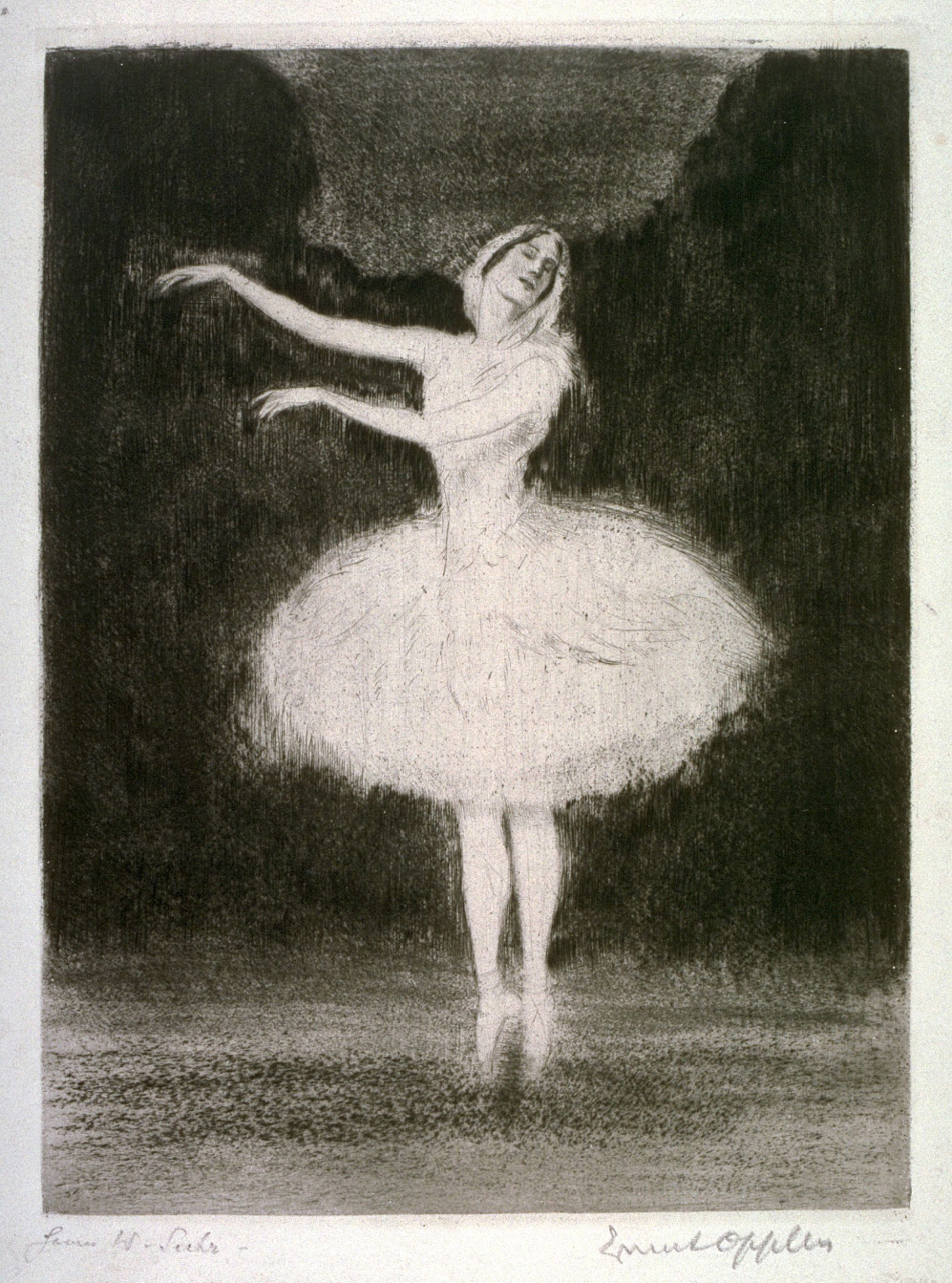
Ernst Oppler: Balett-táncos

A hidegtű vagy pusztatű mélynyomású sokszorosító grafikai eljárás. A vonalas rézmetszethez hasonló, de itt a fémlemezre nem vésővel metszik, hanem hegyes acéltűvel karcolják a rajzot, és a rézkarctól eltérően nem alkalmaznak savat a vonalak mélyítésére.

## Technikája
A karcolótűk hosszúkás fafoglalatba illesztett különböző profilú kihegyezett, vagy néha apró gyémántheggyel ellátott acélszerszámok. Ezeket a művész ceruza módjára veszi a kezébe, ami a véséshez képest lazább, könnyedebb munkát tesz lehetővé. A fémbe karcolt barázda mélysége függ a tű formájától, élességétől, és a tűre gyakorolt nyomóerőtől. A fém karcolásakor a vonal két oldalán sorja keletkezik, de azt itt nem távolítják el, mint a rézmetszetnél, mert éppen ez adja e technika jellegzetességét. Festékezéskor a nyomdafesték java nem is az árkokban, hanem ezen a sorján tapad meg, ami a rajz nyomtatáskor lágy, bársonyos nyomot hagy.
Mivel itt nincs sötét aszfaltalapozás, mint a rézkarcnál, a munka során a művész úgy ellenőrzi a metszet állapotát, hogy fekete faggyúfestékkel dörzsöli be, ami a vonalak mentén megtapad. A túl halványra sikerült vonalak a tűvel újra áthúzhatók, a túl sötét részek kaparókéssel vagy simítóacéllal halványíthatók. 
A nyomtatás a többi mélynyomású technikához hasonlóan történik, azonban itt különös gonddal kell végezni a festék felhordását, a lemez törlését, mert ez nagy mértékben befolyásolja az eredményt. Ajánlatos, hogy a nyomatok összes példányát a grafikus saját kezűleg készítse. A nyomatok sajátos jellegét, szépségét adó sorják a nyomtatás során hamar lekopnak, ez behatárolja a példányszámot, ami harminc-ötven nyomat lehet.

## Története
Ez a technika legelőször az 1480 körül tevékenykedő a Wolfegger Hausbuch Mestere néven jelölt művész munkásságában bukkant fel. Később vált kedvelt eljárássá, Albrecht Dürer, majd Rembrandt alkotott általa maradandót. Egyszerűsége miatt sok későbbi művész is alkalmazta a hidegtű-technikát, mint Auguste Rodin, Edvard Munch, Pierre Bonnard, Pablo Picasso, Marc Chagall.